# 兵庫県立吉川高等学校
兵庫県立吉川高等学校（ひょうごけんりつ よかわこうとうがっこう）は、兵庫県三木市吉川町渡瀬にある全日制の県立高等学校である。
2025年度より、兵庫県立三木北高等学校及び兵庫県立三木東高等学校と統合し、兵庫県立三木総合高等学校となることが発表されている。発表は2022年（令和4年）7月14日に兵庫県教育委員会より。11月17日には、旧三木東高の校地に統合校を設置されることが決定した。

## 概要
兵庫県立有馬高等学校の分校を前身とし、1974年4月に独立校として開校した。1974年以降の設置学科は普通科のみ。ボランティア活動を授業として取り入れるなど他校ではあまり例を見ない授業実践を行っている。2021年度から1学級減となり、定員はわずか80名（2学級）だが、充足していない。部活動も生徒数が少なく低迷している。

## 沿革
- 1948年（昭和23年） - 兵庫県立有馬高等学校吉川分校として設置。定時制課程・農業科を置く。
- 1966年（昭和41年） - 全日制課程に改編し、農業科と家政科を設置。
- 1972年（昭和47年） - 農業科・家政科を募集停止、普通科を設置。
- 1974年（昭和49年） - 兵庫県立吉川高等学校として独立開校。全日制普通科を設置。
- 2007年（平成19年） - 普通科の中に情報芸術類型を設置。
- 2021年（令和3年） - 普通科1学級減。
- 2022年（令和4年）7月14日 - 兵庫県立三木北高等学校と兵庫県立三木東高等学校との統合が発表される[1]。
- 2022年（令和4年）11月17日 - 2025年度に開校する統合校は兵庫県立三木東高等学校の校地を使用することが決定[2]。

## 進路状況
2018年（平成30年）度の進学は、国公立大学は0名。私立大学13名、短大6名、専門学校33名。就職は25名であった。

## 交通
- 中国自動車道 吉川IC 南西へ約1.6km。
- 神姫バス 渡瀬バス停。
- 福知山線、神戸電鉄三田線・公園都市線 三田駅 西へ約15km。
- 神戸電鉄粟生線 三木駅 北東へ約16km。